# Prix Platino
 (février 2018).
Les prix Platino (Premios Platino) sont des récompenses cinématographiques décernées depuis 2014 au meilleur de la production du monde ibérique, c'est-à-dire de l'Amérique latine et de la péninsule Ibérique.

## Palmarès de principales catégories

### Prix Platino du meilleur film
- 2014 : Gloria de Sebastián Lelio •  Chili
- 2015 : Les Nouveaux Sauvages de Damián Szifrón •  Argentine
- 2016 : L'Étreinte du serpent de Ciro Guerra •  Colombie
- 2017 : Citoyen d'honneur de Mariano Cohn et Gastón Duprat •  Argentine
- 2018 : Une femme fantastique de Sebastián Lelio •  Chili
- 2019 : Roma de Alfonso Cuarón •  Mexique
- 2020 : Douleur et Gloire de Pedro Almodóvar •  Espagne
- 2021 : L'Oubli que nous serons de Fernando Trueba •  Espagne
- 2022 : El buen patrón de Fernando León de Aranoa •  Espagne
- 2023 : Argentina, 1985 de Santiago Mitre •  Argentine

### Prix Platino du meilleur réalisateur
- 2014 : Amat Escalante pour Heli •  Mexique
- 2015 : Damián Szifrón pour Les Nouveaux Sauvages •  Argentine
- 2016 : Ciro Guerra pour L'Étreinte du serpent •  Colombie
- 2017 : Pedro Almodóvar pour Julieta •  Espagne
- 2018 : Sebastián Lelio pour Une femme fantastique •  Chili
- 2019 : Alfonso Cuarón pour Roma •  Mexique
- 2020 : Pedro Almodóvar pour Douleur et Gloire •  Espagne
- 2021 : Fernando Trueba pour L'Oubli que nous serons •  Espagne
- 2022 : Fernando León de Aranoa pour El buen patrón •  Espagne
- 2023 : Rodrigo Sorogoyen pour As bestas •  Espagne

### Prix Platino d'honneur
- 2014 : Sônia Braga •  Brésil
- 2015 : Antonio Banderas •  Espagne
- 2016 : Ricardo Darín •  Argentine
- 2017 : Edward James Olmos •  États-Unis
- 2018 : Adriana Barraza •  Mexique
- 2019 : Raphael •  Espagne
- 2020 : José Sacristán •  Espagne
- 2021 : Diego Luna •  Mexique
- 2022 : Carmen Maura •  Espagne
- 2023 : Benicio del Toro •  États-Unis